# El Guacamayo (ort)
El Guacamayo är en ort i Colombia.   Den ligger i departementet Santander, i den centrala delen av landet, 190 km norr om huvudstaden Bogotá. El Guacamayo ligger 1 974 meter över havet och antalet invånare är 428.
Terrängen runt El Guacamayo är varierad. Runt El Guacamayo är det ganska glesbefolkat, med 43 invånare per kvadratkilometer. Närmaste större samhälle är Contratación, 5,6 km nordost om El Guacamayo. Omgivningarna runt El Guacamayo är en mosaik av jordbruksmark och naturlig växtlighet.